# Synagoga Białoruska w Rydze
Synagoga Białoruska w Rydze (łot. Rīgas Baltkrievu sinagoga, jid. Rajsisze szul, ros. Белорусская синагога) – nieistniejąca synagoga znajdująca się na tzw. Przedmieściu Moskiewskim w Rydze, stolicy Łotwy, przy ulicy Elijas 15.
Synagoga została zbudowana w latach 1883–1885 w stylu romańskim, według projektu architekta V. Grabego. Służyła Żydom przybyłym do miasta z głębi Rosji oraz Żydom pochodzącym z terenów dzisiejszej Białorusi, głównie terenów guberni witebskiej, w skład której w XIX wieku wchodziła Łatgalia. Uroczystego otwarcia synagogi dokonano 25 sierpnia 1885 roku. 
Podczas II wojny światowej, po wkroczeniu wojsk niemieckich do Rygi w 1941 roku, synagoga została zburzona. Po zakończeniu wojny nie została odbudowana.
Obecnie przy ulicy Elijas mieści się ambasada Republiki Białorusi.